# Гиллквист, Питер
Питер Эдвард Гиллквист (англ. Peter Edward Gillquist; 13 июля 1938 — 1 июля 2012) — американский православный священник, американский клирик Антиохийской православной христианской Архиепископии Северной Америки, протоиерей, многолетний председатель Отдела миссий и евангелизации данной Архиепископии. Также был председателем «Conciliar Press» (Бен-Ломонд, Калифорния) и автором многочисленных книг, в том числе «Love Is Now», «The Physical Side of Being Spiritual» и «Becoming Orthodox». Он также был директором проекта Православного изучения Библии и с 1997 года служил национальным капелланом братства Сигма Альфа Эпсилон.

## Биография
Родился 13 июля 1938 года в Миннеаполисе, штат Миннесота, в номинально лютеранской семье. Он учился в Университете Миннесоты, где получил степень бакалавра журналистики и был активен в братстве Сигма Альфа Эпсилон. Во время учебы в университете он принял участие в Кампусном крестовом походе за евангелическую организацию Христа и стал «рожденным свыше» христианином.
Гилквист получил высшее образование в Далласской Теологической семинарии и Уитонском колледже. После окончания университета он стал штатным сотрудником кампусовского крестового похода за Христа в 1960-х годах, начав служение в Университете Нотр-Дам и в конечном итоге став региональным ректором организации. После нескольких лет работы в Campus Crusade Гилквист три года проработал в Университете Мемфиса, а затем в течение 11 лет работал в издательстве Thomas Nelson Publishing в Нэшвилле, где в конечном итоге стал старшим редактором. В 1975 году он работал в Комитете по обзору Новой Библии короля Якова в Thomas Nelson Publishing.
Ещё будучи сотрудником Campus Crusade, Гилквист и некоторые его коллеги начали изучать церковную историю и пришли к выводу, что Православная Церковь была единственной неизменной церковью в истории. В 1973 году Гилквист и его коллеги в Чикаго создали сеть домашних церквей по всей территории Соединенных Штатов, стремясь восстановить изначальную форму христианства. Данная сеть получила название Апостольского ордена Нового Завета. Исследуя исторические основы христианской веры, Гилквист и его коллеги нашли источники для этого восстановления в трудах ранних Отцов Церкви. Это привело группу к практике более литургической формы богослужения, чем в их предыдущем евангелическом прошлом. Тамким образом, их объединение, известное как Христианский Всемирный Фронт Освобождения, а затем Апостольский Орден Нового Завета, в 1979 году была организована как Евангелическая православная церковь (ЕОК).
Стремление к апостольской преемственности побудило большинство членов Евангелической православной церкви присоединиться к Антиохийская православная архиепископия Северной Америки в 1987 году после первого исследования Епископальной церкви, Римско-Католической Церкви, греческой Архиепископии и Православной Церкви в Америке. Гилквист и другие руководители ЕОК отправились в Стамбул, чтобы встретиться с Патриархом Константинопольским Димитрием I, но не смогли добиться существенного прогресса в достижении своей цели. Однако им удалось встретиться с Патриархом Антиохийским Игнатием IV во время его исторического визита в Лос-Анджелес в том же году. После дальнейших обсуждений Гилквист возглавил в 1987 году Антиохийскую архиепископию из семнадцати приходов с 2000 прихожанами. Эта группа стала известна как Антиохийская евангельская православная миссия, просуществовавшая до 1995 года, когда ее приходы были включены в стандартную епархиальную структуру архиепископии.
31 декабря 2011 года он ушел в отставку с поста главы отдела миссий и евангелизации Отдела миссий и евангелизации, прослужив в этом качестве более 15 лет. По случаю его ухода с этой должности, отмечалось: «Можно с уверенностью сказать, что вся миссионерская программа этой Архиепископии была основана его усилиями, и его работа оставляет прочную основу, на которой мы можем строить».
Гилквист умер 1 июля 2012 года в Блумингтоне, штат Индиана, после перенесенной меланомы. После службы в Блумингтоне и Кармеле, штат Индиана, он был похоронен на кладбище в Блумингтонской Православной Церкви Всех Святых, где его сын, преподобный Питер Джон Гилквист, служил священником.